# Hallucination
A Hallucination (magyarul: Hallucináció) a feröeri Sissal dala, mellyel Dániát képviselte a 2025-ös Eurovíziós Dalfesztiválon Bázelben. A dal 2025. március 1-jén, a dán nemzeti döntőben, a Dansk Melodi Grand Prix-n megszerzett győzelemmel érdemelte ki a dalversenyen való indulás jogát.

## Eurovíziós Dalfesztivál
2025. február 6-án vált hivatalossá, hogy az énekesnő dala bekerült a Dansk Melodi Grand Prix dán eurovíziós nemzeti döntő mezőnyébe. A dal 2025. március 1-jén a szakmai zsűri, valamint a nézők szavazatai által összesítésben az első helyet érte el, és megnyerte a versenyt, így ez a dal képviselheti Dániát az Eurovíziós Dalfesztiválon. Sissal lett a dalfesztivál történetének második feröeri versenyzője, Reiley 2023-as indulása után.
A dalt először a május 15-én rendezett második elődöntőben, fellépési sorrendben tizenegyedikként adta elő, a Franciaországot képviselő Louane Maman című dala után és a Csehországot képviselő Adonxs Kiss Kiss Goodbye című dala előtt. Az elődöntőből sikeresen továbbjutott a május 17-i döntőbe, ahol fellépési sorrendben huszonkettedikként lépett fel, a Portugáliát képviselő Napa Deslocado című dala után és a Svédországot képviselő KAJ Bara bada bastu című dala előtt. A zsűri szavazáson tizenhetedik helyen végezett 45 ponttal, míg a nézői szavazáson huszonnegyedik helyen végzett 2 ponttal, így összesítésben 47 ponttal a verseny huszonharmadik helyezettje lett. 2019 után ez volt az első alkalom, hogy a Dániát képviselő dal bejutott a dalfesztivál döntőjébe.

## Dalszöveg
| Making me question all that I thought true All that I'm seeing through you My vision's blurry but I can see clearly Maybe I'm losing control You're my hallu-u-u Hallucination Hallu-u-u Hallucination – Részlet a dalból | Megkérdőjelezed mindazt, amit igaznak hittem Mindent, amit rajtad keresztül látok Homályos a látásom, mégis tisztán látom Talán elvesztem az irányítást Te vagy az én hallu-u-u Hallucinációm Hallu-u-u Hallucinációm – Részlet a dalból magyarul |

## Galéria

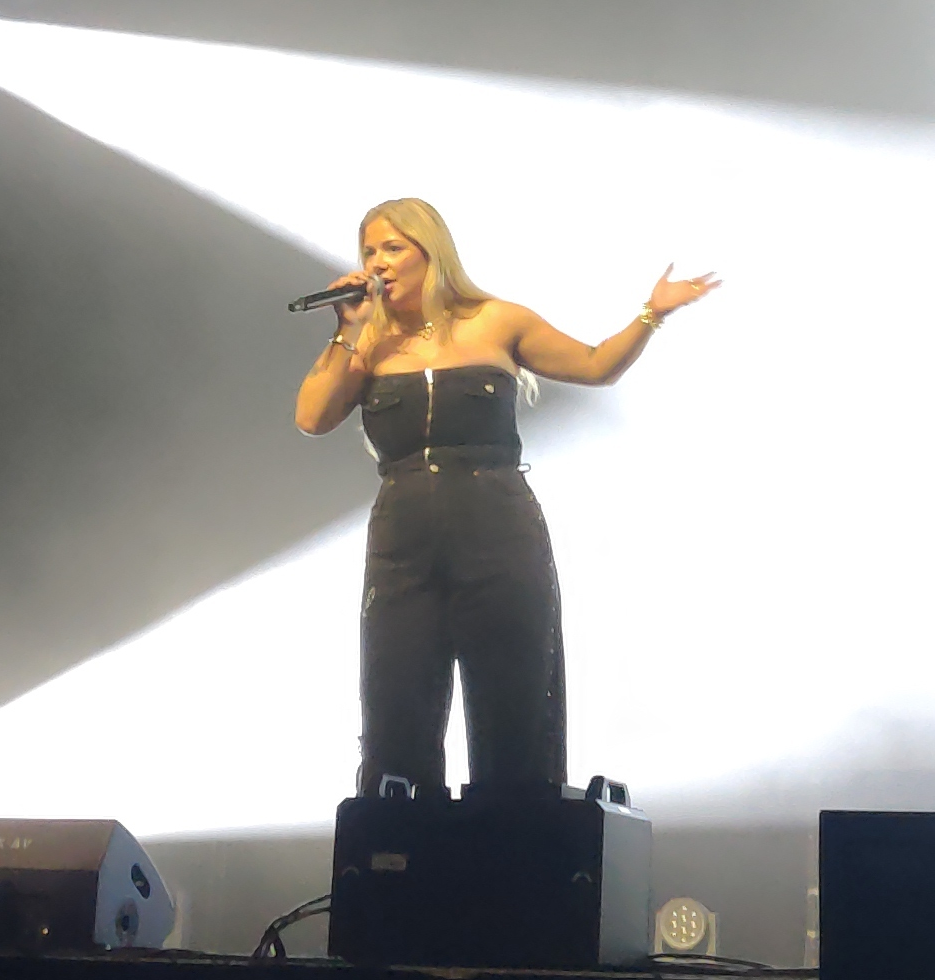
Az amszterdami Eurovíziós partin
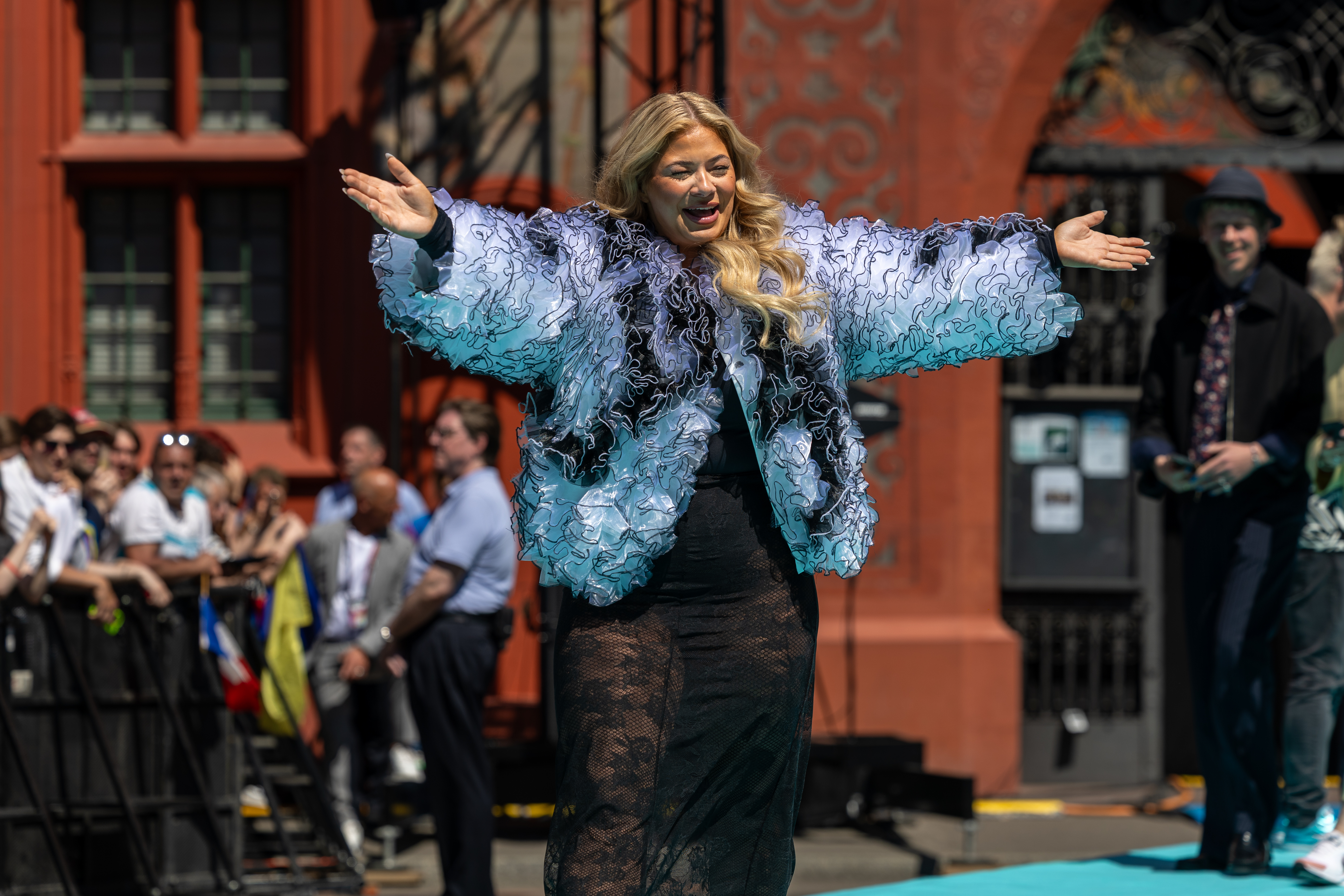
A megnyitóünnepségen
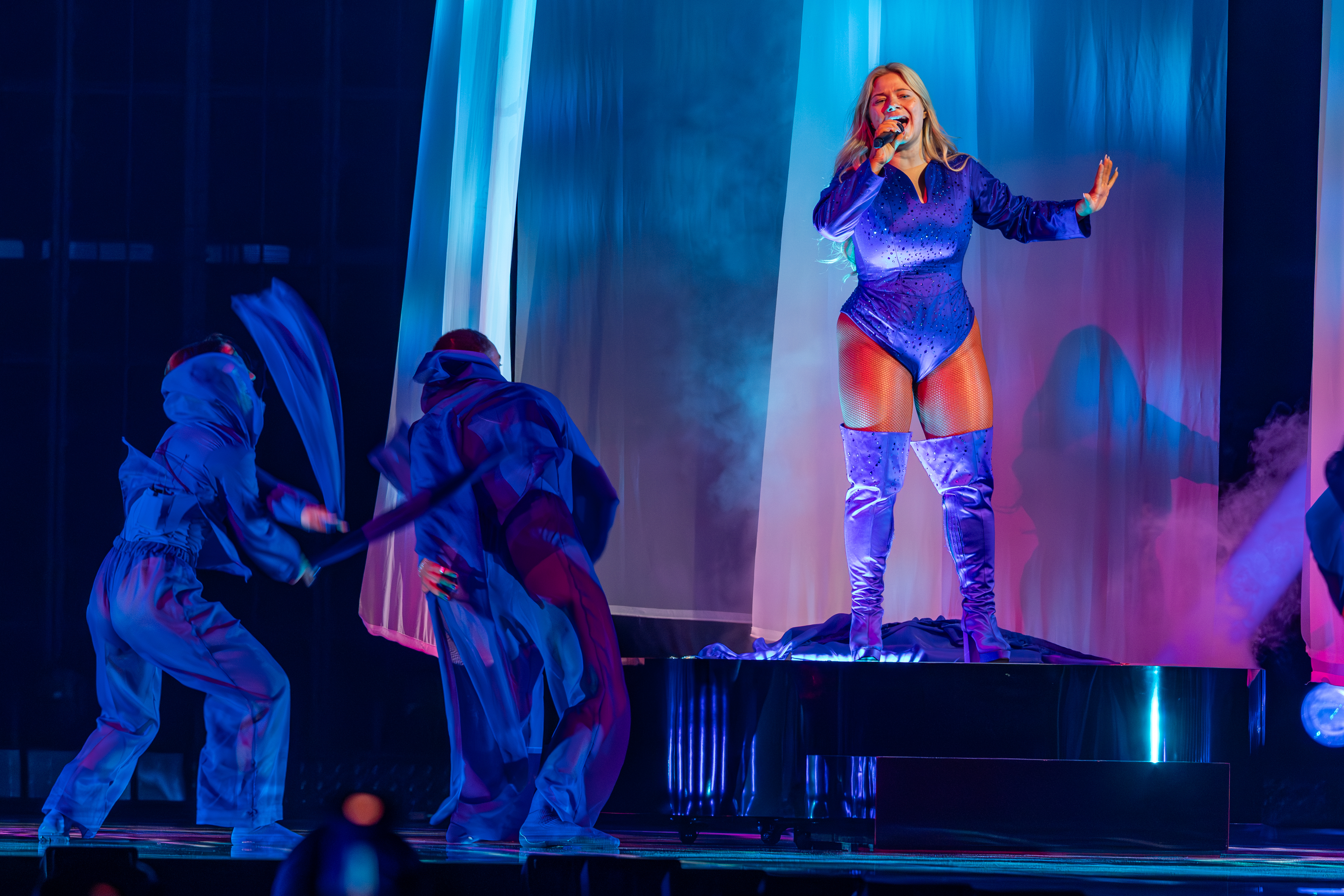
Az elődöntőben
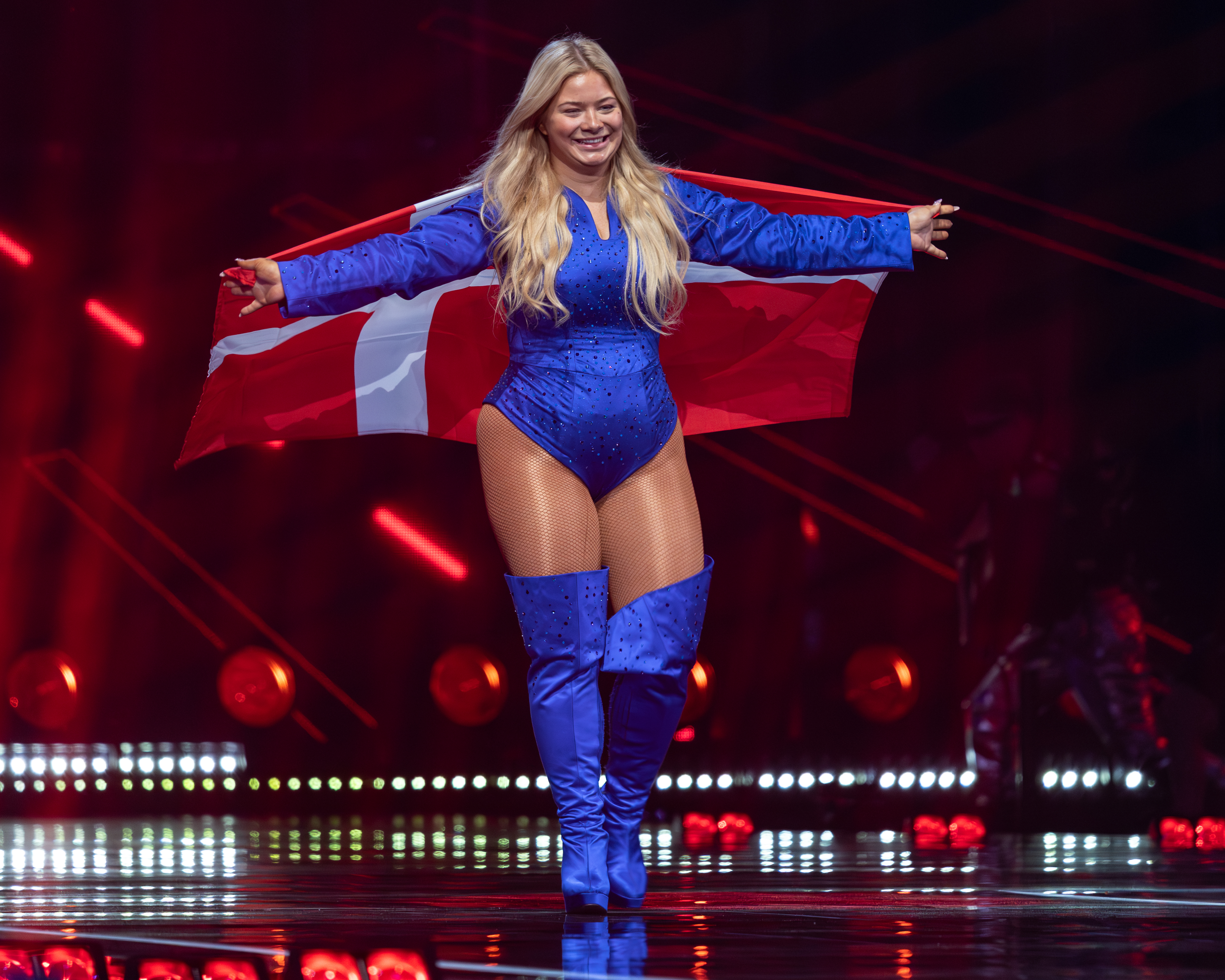
A döntő bevonulásán
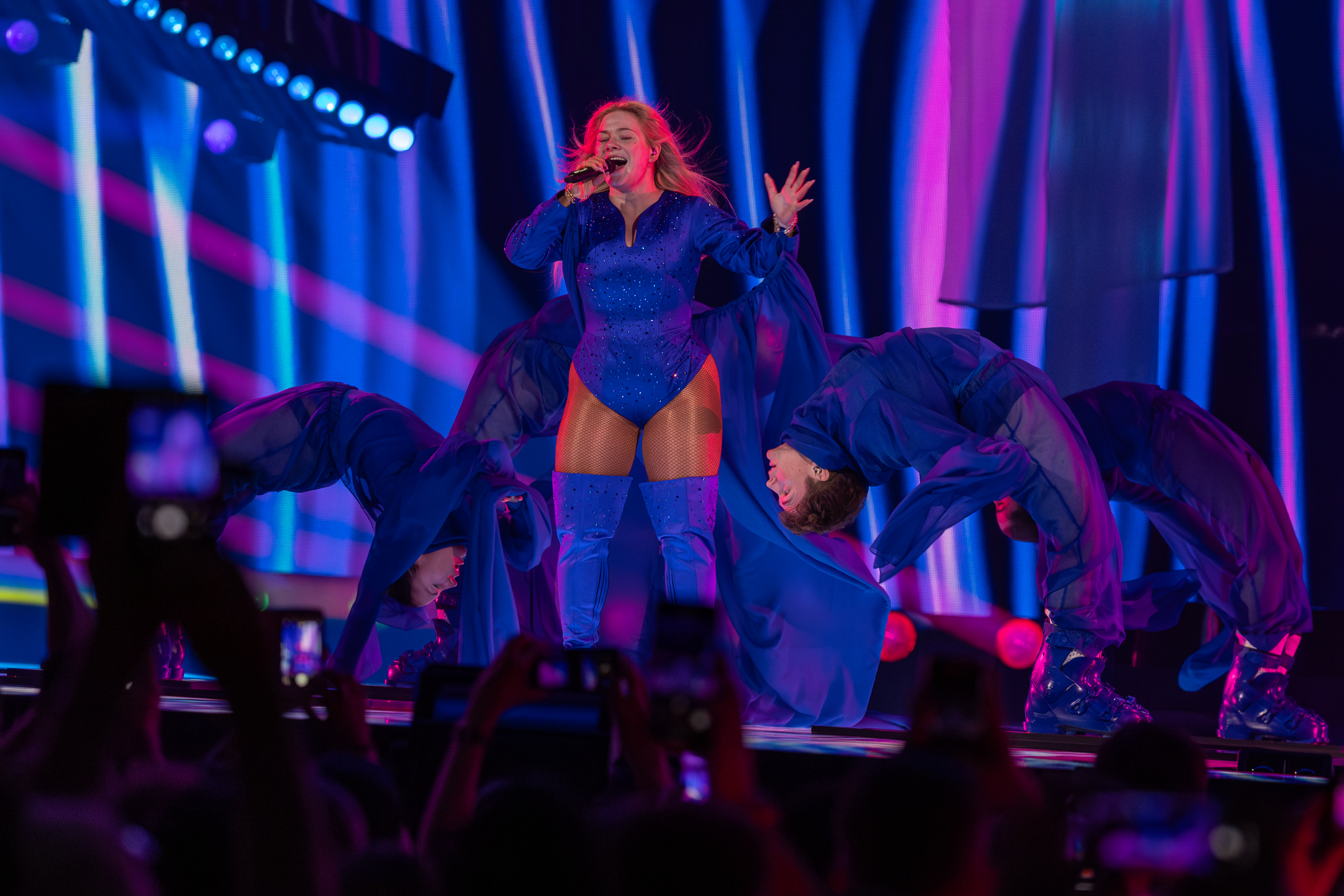
A döntőben